# Land van Cuijk
Land van Cuijk ist eine Gemeinde in der niederländischen Provinz Noord-Brabant. Sie entstand zum 1. Januar 2022 durch die Fusion der bisherigen Gemeinden Boxmeer, Mill en Sint Hubert, Sint Anthonis, Grave und Cuijk. Kleverländisch wird in der Gemeinde gesprochen.
Die Gemeinde hat rund 92.000 Einwohner, umfasst eine Fläche von 351,88 km² und besteht aus 33 Kernen.

## Geographie
Die Gemeinde befindet sich im Osten der Niederlande. Bei der nächstgelegenen Großstadt handelt es sich um Nijmegen.
Die Gemeinde besteht aus sogenannten „Kernen“. Die Kerne sind folgende (Einwohnerzahl mit Stand vom 1. Januar 2024):

Gemeindekarte Land van Cuijk

| Ort           | Einwohnerzahl |
| ------------- | ------------- |
| Beugen        | 1.955         |
| Boxmeer       | 12.500        |
| Groeningen    | 515           |
| Holthees      | 560           |
| Maashees      | 930           |
| Oeffelt       | 2.375         |
| Overloon      | 4.305         |
| Rijkevoort    | 1.685         |
| Sambeek       | 1.840         |
| Vierlingsbeek | 2.605         |
| Vortum-Mullem | 795           |
| Escharen      | 1.225         |
| Gassel        | 1.220         |
| Grave         | 8.575         |
| Velp          | 1.395         |
| Mill          | 6.370         |
| Sint Hubert   | 1.405         |
| Langenboom    | 2.320         |
| Wilbertoord   | 1.120         |
| Sint Anthonis | 4.300         |
| Landhorst     | 725           |
| Ledeacker     | 630           |
| Oploo         | 1.890         |
| Stevensbeek   | 780           |
| Wanroij       | 3.060         |
| Westerbeek    | 705           |
| Cuijk         | 18.735        |
| Sint Agatha   | 490           |
| Katwijk       | 505           |
| Beers         | 1.765         |
| Haps          | 2.890         |
| Linden        | 280           |
| Vianen        | 1.265         |

### Nachbargemeinden
| Oss                  | Heumen                                      | Mook en Middelaar |
| Maashorst und Boekel | Kompassrose, die auf Nachbargemeinden zeigt | Gennep            |
| Gemert-Bakel         | Venray                                      | Bergen            |

## Politik

### Gemeinderat
Der Gemeinderat von Land van Cuijk wird sich ab dem 3. Januar 2022, dem Tag der konstituierenden Sitzung, aus 37 Ratsmitgliedern zusammensetzen. Dazu fand am 24. November 2021 die erste Kommunalwahl der Gemeindegeschichte statt. Demnach soll der Gemeinderat durch folgende Fraktion gebildet werden:
| Partei              | Sitze a |
| Partei              | 2021    |
| ------------------- | ------- |
| CDA                 | 13      |
| Team Lokaal         | 8       |
| Liberaal LVC        | 5       |
| GroenLinks          | 3       |
| PvdA                | 3       |
| SP                  | 2       |
| VVD                 | 2       |
| D66                 | 2       |
| FvD                 | 1       |
| Lokale Partij Grave | 1       |
| Gesamt              | 37      |

Anmerkungen

### Bürgermeister
Bis zum 1. Januar 2022 blieben die Bürgermeister der fünf Vorgängergemeinden im Amt. Im Anschluss daran übernahm Wim Hillenaar (CDA), bis dato Bürgermeister von Cuijk, das Amt des Bürgermeisters der neuen Gemeinde kommissarisch. Seit dem 1. Februar 2023 hat Marieke Moorman (PvdA) das Amt inne.

## Personen, die mit Land van Cuijk in Verbindung stehen
- Jan van Katwijk (* 1946), Radrennfahrer, geboren in Oploo
- Henk van Kessel (* 1946), Motorradrennfahrer, geboren in Mill
- Alfons van Katwijk (* 1951), Radsportler, geboren in Oploo
- Caroline van der Plas (* 1967), Politikerin (BBB), geboren in Cuijk